# Metotreksat
Metotreksat (rzadko: ametopteryna) – organiczny związek chemiczny, należący do antagonistów kwasu foliowego, który znalazł zastosowanie jako lek cytostatyczny.
Wynaleziony w 1948 roku w laboratoriach firmy Lederle, został wprowadzony do lecznictwa w 1953 roku. Metotreksat znajduje się na liście leków podstawowych opublikowanej przez Światową Organizację Zdrowia (WHO).
Metotreksat jest antymetabolitem (lekiem przeciwnowotworowym), lekiem immunosupresyjnym i lekiem modyfikującym przebieg choroby (LMPCh, np. w przebiegu reumatoidalnego zapalenia stawów).

## Właściwości
Należy do grupy antymetabolitów. Jest najczęściej stosowanym lekiem z tej grupy. Metotreksat jest antywitaminą kwasu foliowego, z dehydrogenazą tetrahydrofolianową wiąże się tysiąc razy silniej niż kwas foliowy, praktycznie całkowicie nieodwracalnie. Jest wydalany w 90% z moczem.
Może być podawany we wlewie dożylnym lub doustnie. Szybko wchłania się z układu pokarmowego, choć nie w całości (wchłanianie spada wraz ze wzrostem dawki). Lek jest metabolizowany w 30%.

## Wskazania
Metotreksat jest najczęściej stosowany w chorobach nowotworowych: ostrej białaczce limfatycznej, ostrej białaczce szpikowej, nabłoniaku kosmówkowym, raku sutka, raku jajnika, raku płuca, nasieniaku, mięsaku kościopochodnym oraz nowotworach litych głowy i szyi.
W znacznie mniejszych dawkach (zwykle 10 do 25 mg na tydzień w dawce jednorazowej) znajduje zastosowanie jako lek immunosupresyjny w leczeniu ciężkich postaci łuszczycy oraz aktywnych zapalnie postaci chorób reumatoidalnych (między innymi reumatoidalnego zapalenia stawów i zesztywniającego zapalenia stawów kręgosłupa). Jako lek immunosupresyjny jest zaliczany do LMPCh. Hamuje zarówno wytwarzanie przeciwciał swoistych dla danej choroby, jak też przeciwciał indukowanych, na przykład po zastosowaniu niektórych leków biologicznych, zwłaszcza tych blokujących TNF-α.

## Możliwe działania niepożądane
W zastosowaniu onkologicznym lek jest bardzo toksyczny. Jego stężenie we krwi powinno być monitorowane, dla większego bezpieczeństwa jego stosowania. Przenika do płynu mózgowo-rdzeniowego. Przenika również do jam surowiczych ciała, jamy otrzewnej, jamy opłucnej.  Powolna eliminacja leku z płynu wysiękowego przedłuża jego toksyczne działanie na organizm. W dużych dawkach może powodować niewydolność nerek, wątroby, zapalenia skóry, naczyń krwionośnych. Uszkadza również szpik i błony śluzowe. Może powodować stany zapalne błony śluzowej, biegunki, nudności, nadżerki, wypadanie włosów. Podany dokanałowo jest również neurotoksyczny. Ciężkość objawów jest ściśle uzależniona od czasu ekspozycji na lek i wzrasta po 48 godzinach jego stosowania. Z tego względu w przypadkach pozaonkologicznych po 24 godzinach od przyjęcia dawki leku stosuje się kwas foliowy w dawce 15 mg. W onkologii podaje się dożylnie folinian wapnia, zgodnie z opracowanym schematem terapeutycznym.
Profilaktycznie należy dążyć do nawodnienia chorego i alkalizacji jego moczu, co pozwala zmniejszyć ekspozycję na metotreksat i nieco obniżyć częstość występowania działań niepożądanych. Konieczne jest obniżenie dawki u chorych z niewydolnością nerek. W razie zatrucia podaje się folinian wapnia.
Podczas leczenia immunosupresyjnego w chorobach autoimmunologicznych objawy uboczne są znacznie mniej nasilone; wymagane jest podawanie kwasu foliowego (poza dniem przyjęcia dawki metotreksatu) i okresowe kontrole morfologiczne krwi oraz aktywności AlAT, AspAT i kreatyniny.

## Interakcje
Lek będzie zmieniał właściwości w połączeniu z lekami o właściwościach zakwaszających (salicylanami, sulfonamidami, fenylobutazonem, fenytoiną). W połączeniu z tymi lekami konieczne jest obniżenie dawki. Gryzeofulwina przyśpiesza jego metabolizm i zmniejsza jego działanie.